# Antistatmedel
Antistatmedel kallas ämnen som minskar bildning av statisk elektricitet hos olika material såsom tyger. Då orsaken till denna bildning mestadels är triboelektrifiering verkar dessa ämnen normalt genom att göra ytan något ledande, antingen genom att själv vara ledande eller genom att absorbera fuktighet från luften. Statisk laddning kan även införas på en yta som en del av en etikettutskriftsprocess.

## Funktion
Rollen hos ett antistatiskt medel är att göra ytan eller själva materialet något ledande, antingen genom att vara ledande själv eller genom att absorbera fukt från luften varför vissa fuktighetsbevarande medel kan användas. Molekylerna i ett antistatiskt medel har ofta både hydrofila och hydrofoba områden, liknande de hos ett ytaktivt medel. Den hydrofoba sidan interagerar med materialets yta, medan den hydrofila sidan interagerar med luftfuktigheten och binder vattenmolekylerna.

## Egenskaper
Vanliga antistatiska medel är baserade på långkedjiga alifatiska aminer (eventuellt etoxylerade) och amider, kvartära ammoniumsalter (till exempel behentrimoniumklorid eller cocamidopropylbetain), estrar av fosforsyra, polyetylenglykolestrar eller polyoler. Traditionella migrerande antistatiska medel inkluderar långkedjiga alkylfenoler, etoxylerade aminer och glycerolestrar, såsom glycerolmonostearat. Migrerande antistatiska medel erbjuder kostnadseffektivt skydd för kortvariga applikationer, men andra applikationer behöver långsiktigt skydd eller den lägre resistivitet som krävs för att förhindra gnistor och skydda elektronik från elektrostatisk avledning. Dessa applikationer använder permanenta antistatiska medel eller ledande tillsatser som kimrök, ledande fibrer och nanomaterial.
Ett antistatiskt medel för behandling av beläggningar kan också innefatta en jonvätska eller en lösning av ett salt i en jonvätska.

## Användning
Indiumtennoxid kan användas som transparent antistatisk beläggning av fönster. Det är också möjligt att använda ledande polymerer, som PEDOT: PSS och ledande polymernanofibrer, särskilt polyanilinnanofibrer. I allmänhet är dessa system inte särskilt hållbara för beläggning, särskilt antimontennoxid används för hållbara system, ofta i sin nanoform, den formuleras sedan till en slutlig beläggning.
Antistatiska medel tillsätts också till vissa militära jetbränslen och till icke-polära organiska lösningsmedel för att ge dem elektrisk ledningsförmåga och undvika uppbyggnad av statisk laddning som kan leda till gnistor som antänder bränsleångor. Stadis 450 är agenten som läggs till vissa destillatbränslen, kommersiella jetbränslen och till militären JP-8. Stadis 425 och Dorf Ketals SR 1795 är liknande föreningar, för användning i destillatbränslen. Statsafes produkter används i icke-bränsleapplikationer. Antis DF3, som liknar Stadis 425, är en bärnstensfärgad vätska som består av polyamin och polysulfon. Oljelösliga sulfonsyror, t.ex. dodecylbensensulfonsyra, kan också användas som en del av vissa antistatiska tillsatser.
Antistatiska medel kan tillsättas till ickepolära lösningsmedel för att öka deras konduktivitet för att möjliggöra elektrostatisk spraymålning. (Syresatta lösningsmedel har för hög konduktivitet för att kunna användas här.)

## Framställning
Polysulfonerna kan framställas genom att reagera olefiner, särskilt alfaolefiner, med svaveldioxid. Polyaminerna kan framställas genom att reagera epiklorhydrin med alifatiska monoaminer.